# محمود شاذلی قسنطینی
محمود شاذلی قسنطینی (؟ -۱۹۰۵) قاضی و فقیه مالکی الجزایری و فرزند محمد شاذلی بود که پس از درگذشت او، متولی مدرسهٔ سیدی کتانی در شهر قسطینه شد و در همان‌جا به تدریس فقه پرداخت.